# Presse au Népal

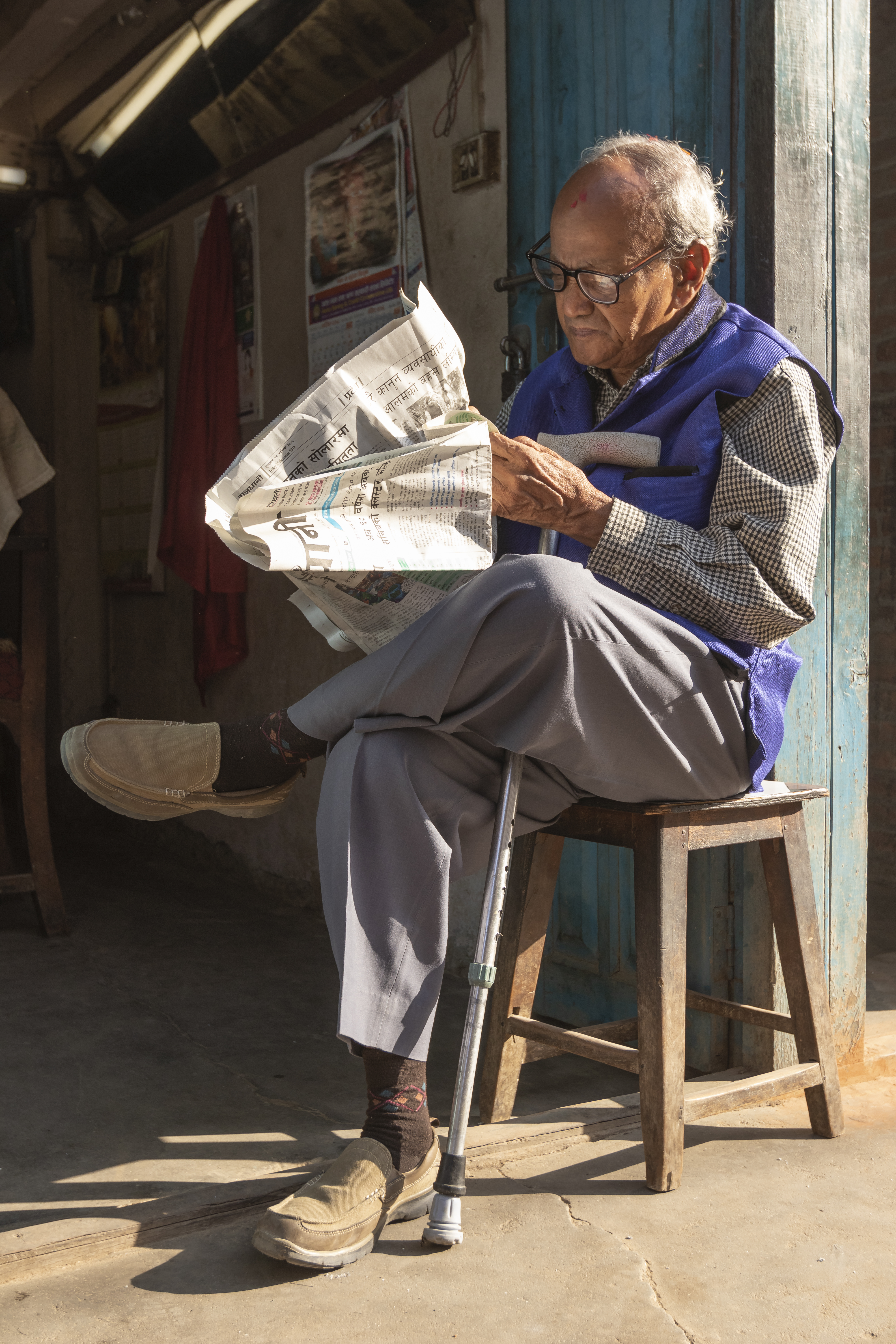
Un homme lisant son journal, à Basantapur, Katmandou, par un matin de novembre 2019

La presse publiée au Népal couvre divers domaines, allant de l'actualité traditionnelle aux domaines plus spécialisés.

## Quotidiens
- Quotidiens en langue népalaise :
  - Kantipur (en népalais : कान्तिपुर) (1993) [1] ;
  - Sandhya Times[2] ;
  - Annapurna Post (2002)[3].
- Quotidiens en langue anglaise :
  - The Rising Nepal (en) (1965)[4] ;
  - The Kathmandu Post (1993) [5] ;
  - The Himalayan Times (en) (2001)[6].

## Hebdomadaires
- Hebdomadaires en langue népalaise :
  - Nepal Weekly (en népalais : नेपाल), magazine d'informations générales ;
  - Saptahik (en népalais : साप्ताहिक), tabloïd de divertissement.
- Hebdomadaires en langue anglaise :
  - Nepali Times (en)[7], magazine d'informations générales ;
  - Spotlight (en), magazine d'informations générales ;

## Bimensuels
- Bimensuel de langue népalaise :
  - Himal Khabarpatrika (en) [8] (en népalais : हिमाल खबरपत्रिका), magazine d'informations générales.

## Mensuels
- Mensuel en langue népalaise :
  - Nari (en népalais : नारी), magazine féminin ;
- Mensuels en langue anglaise :
  - Himal Southasian[9], magazine publié à Katmandou, non limitée à la seule actualité népalaise ;
  - Nepal Traveller, magazine de voyages et de découverte ;
  - New Business Age, magazine d'informations économiques ;
  - Wave, magazine féminin pour la jeunesse.